# Дворец Ракоци (Мукачево)
Дворец князей Ракоци (укр. Палац князів Ракоці) — бывшая резиденция князей трансильванской династии Ракоци, которая расположена в городе Мукачево, в Закарпатской области Украины. Здание построено в середине XVII века. С 1979 года и по сей день в Белом доме действует художественная школа.

## История
Дворец построили князья трансильванской династии Ракоци как городскую резиденцию. Князья проживали в Белом доме до 1711 года. После поражения антигабсбургского восстания 1703—1711 годов под предводительством Ференца Ракоци II дворец становится собственностью правителя Австрии, а затем, в 1728 году, передаётся вместе с огромными земельными угодьями в подарок немецкому графу Шенборну-Бухгейму. Белый дом использовался для торжественных приёмов знати и иностранных послов.
В XIX веке во дворце размещалась экспозиция Мукачёвского краеведческого музея, основанного известным закарпатским археологом Тиводаром Легоцким. Также во дворце была и канцелярия графа Шёнборна, где работал юристом Т. Легоцкий.
С 1945 года, когда Закарпатье вошло в состав УССР, в стенах дворца размещался штаб военного соединения РККА. Затем там находилась одна из средних школ города.
С 1979 года в нём работает первая на Закарпатье детская художественная школа. Она носит имя венгерского художника Михая Мункачи, который жил в Мукачево.

## Архитектура

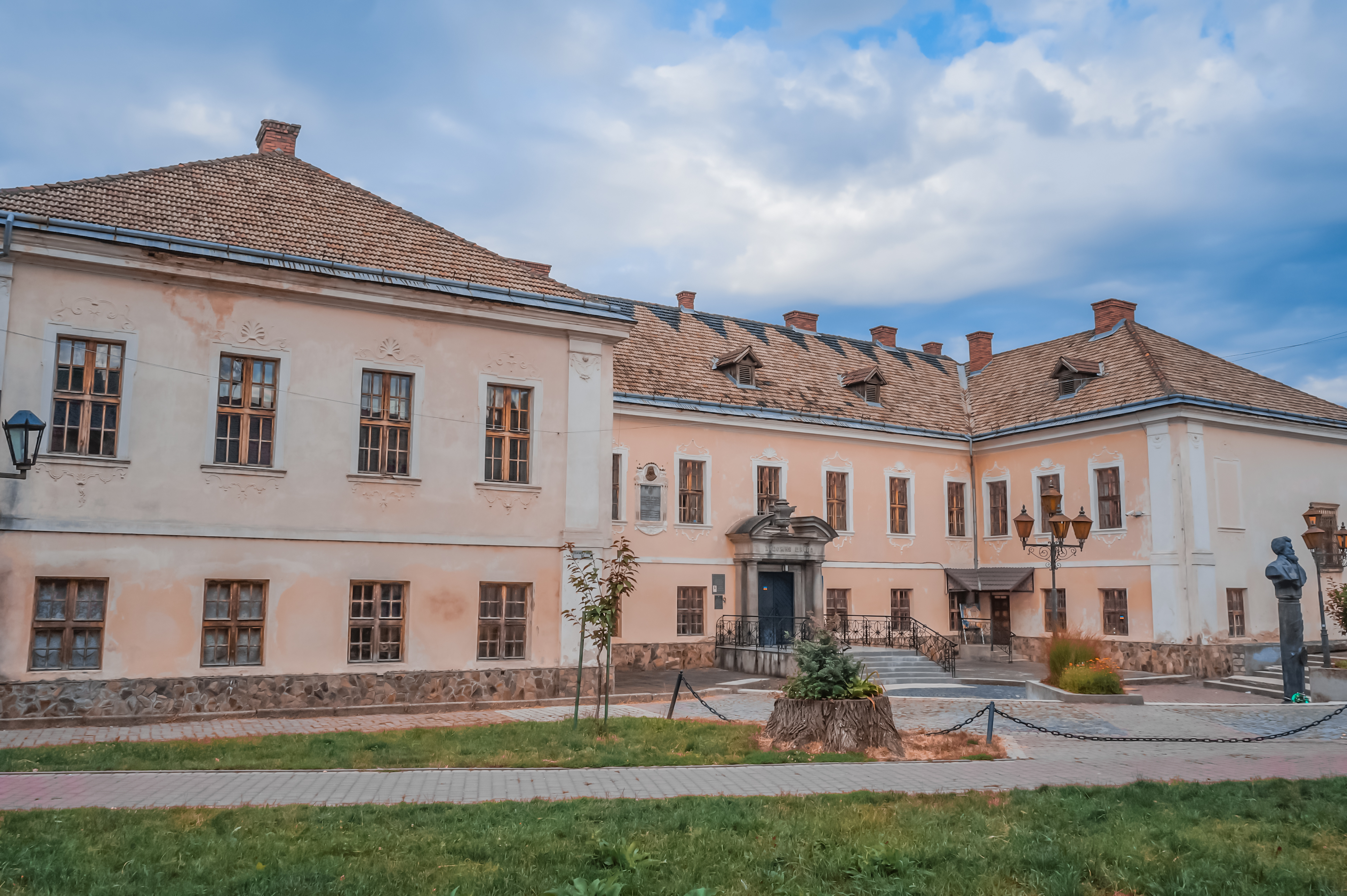
Фасад дворца

Резиденцию князей Ракоци в стиле барокко начали строить в 1667 году. В конце XVII века дворец был одним из самых красивых и богатых в городе. Сначала резиденция в Мукачево была одноэтажной, у неё были большая терраса и белоснежный фасад, за что здание прозвали Белым домом.
В 1746—1747 годах одноэтажное здание было перестроено и значительно расширено по проекту немецкого архитектора Иаоганна-Бальтазара Неймана. Дворец стал двухэтажным и с некоторыми ренессансными чертами.
В XIX веке был построен колонный портал центрального входа из тимпанонского камня. В центре над входом находится ваза-украшение. Окна главного фасада и своды помещений дворца украшены лепниной. Внутренние пространства среднего флигеля здания имеюь куполообразный свод. Сейчас в здании 21 комната, 98 окон, 91 дверь и 10 старинных печей.
В Белом доме был подземный ход, который засыпали в 1945 году, когда в помещении располагался штаб дивизии.

## Выдающиеся посетители
В июне 1703 года в резиденции остановился Ференц II Ракоци. Считается, что именно в этом доме он написал обращение к венгерскому народу, в котором призывал народные массы к борьбе против Габсбургов. 28 июня 1703 года возле дворца состоялся бой восставших с войском австрийского генерала Монтекуколи. Плохо вооружённые восставшие не смогли оказать сопротивление и отступили. Покинул город и Ференц II Ракоци, который отошёл обратно к Верецкому перевалу для перегруппировки сил.